# Lista de membros correspondentes da Academia Brasileira de Ciências empossados em 2020
Esta lista contém os nomes dos membros correspondentes da Academia Brasileira de Ciências empossados em 2020.
| Imagem | Nome               | Datas de nascimento e falecimento | Local de nascimento | Área de especialização | Alma mater                         | Data de posse      | Conhecido por | Referências |
| ------ | ------------------ | --------------------------------- | ------------------- | ---------------------- | ---------------------------------- | ------------------ | ------------- | ----------- |
|        | Denis Vialou       | 13 de julho de 1944               | França              | Ciências da Terra      | Universidade de Nanterre (Paris X) | 13 de maio de 2020 |               | [ 2 ]       |
|        | George Fu Gao      | 15 de novembro de 1961            | China               | Ciências Biomédicas    | Universidade Agrícola de Xanxim    | 13 de maio de 2020 |               | [ 3 ]       |
|        | John G. Hildebrand | 26 de março de 1942               | Estados Unidos      | Ciências Biomédicas    | Universidade de Harvard            | 13 de maio de 2020 |               | [ 4 ]       |